# 大江戸花火まつり
大江戸花火まつり（おおえどはなびまつり）は、フジサンケイグループ（当時）主催、建設省関東地方建設局（当時）、埼玉県三郷市、千葉県松戸市が後援していた花火大会。毎年7月下旬の金曜日に行われていた。1993年の大会で終了している。
1981年は「'81 最大の花火フェスティバル」。1982年は「'82 世界最大江戸川花火フェスティバル」という大会名だった。この大会名は、1983年から使用されていた。

## 会場
実施本部
- サンケイスポーツセンター

（埼玉県三郷市新和4-527）

## 交通手段
- 東武バス
- 開催当日は、JR武蔵野線三郷駅、JR常磐線金町駅から、それぞれ臨時便が運行されていた。

## 中継放送
- 司会：中井貴一、斉藤由貴、とんねるず（1985年7月19日放送分）

露木茂、山田邦子、渡辺徹（1989年7月28日放送分）
- 1983年から1993年にはフジテレビの『金曜ファミリーワイド』→『金曜おもしろバラエティ』→『金曜ファミリーランド』の枠で19時31分30秒から20時51分15秒まで中継放送されていた。1989年7月28日放送分では全国22局ネットであった。

### 番組タイトル
- 1985年「85大江戸花火まつり・華麗!宇宙花火から空中ナイアガラまで、壮絶3万発」
- 1988年「フジサンケイグループ夏祭り’88大江戸花火まつり――地球夢舞台――」
- 1989年「フジサンケイグループ夏祭り’89大江戸花火まつり――地球鼓動夢舞台――」

### 番組制作スタッフ
- 1989年
- 構成 - 鵜沢茂郎
- プロデューサー・総合演出 - 青柳弘邦
- 演出 - 後藤正行、小林正治
- 技術 - 那須敏郎
- 音声 - 松本勝
- 照明 - 谷川冨也
- 美術 - 一色隆弘、高橋幸雄、金子隆

### イベント実施スタッフ
- 1989年開催分
- 事務局長 - 原敏朗
- プロデューサー - 武下益三
- 制作担当 - 土谷千明、森下修身、牛田康博、小野寺敬介、紙矢健治、米山典子、山崎重余
- 照明　- 川口裕司（株式会社　彩光）
- 美術　- 石倉雄二、丸山浩
- 音響 - 加藤明、株式会社共立
- 警備 - 武川正（本多芸能）、清野正樹（シミズスポーツ装飾センター）
- 花火打ち上げ - 小勝郷右、小勝敏克（丸玉屋小勝煙火店）